# Микояна (остановочный пункт)
Микояна — железнодорожная станция Ростовского региона Северо-Кавказской железной дороги, находящаяся в черте города Ростова-на-Дону.
Остановка электропоездов.